# Кучера, Карел
Карел Кучера (чеш. Karel Kučera; 30 сентября 1854[…], Луштенице[…] — 11 октября 1915[…], Dašice[…]) — чешский поэт, переводчик.
Учился в Бенешове и Праге. Преподавал историю в различных средних учебных заведениях Брно, Градеца-Кралове, Праги. Был другом и творческим последователем Ярослава Врхлицкого.
Стихотворения Кучеры, собранные в книгах «Basnĕ» (1883) и «Zapadlé hvĕsdy» (1890), написаны в классическом духе. Кроме того, Кучера переводил стихотворения и драмы Ибсена.